# Stanislav Hložek

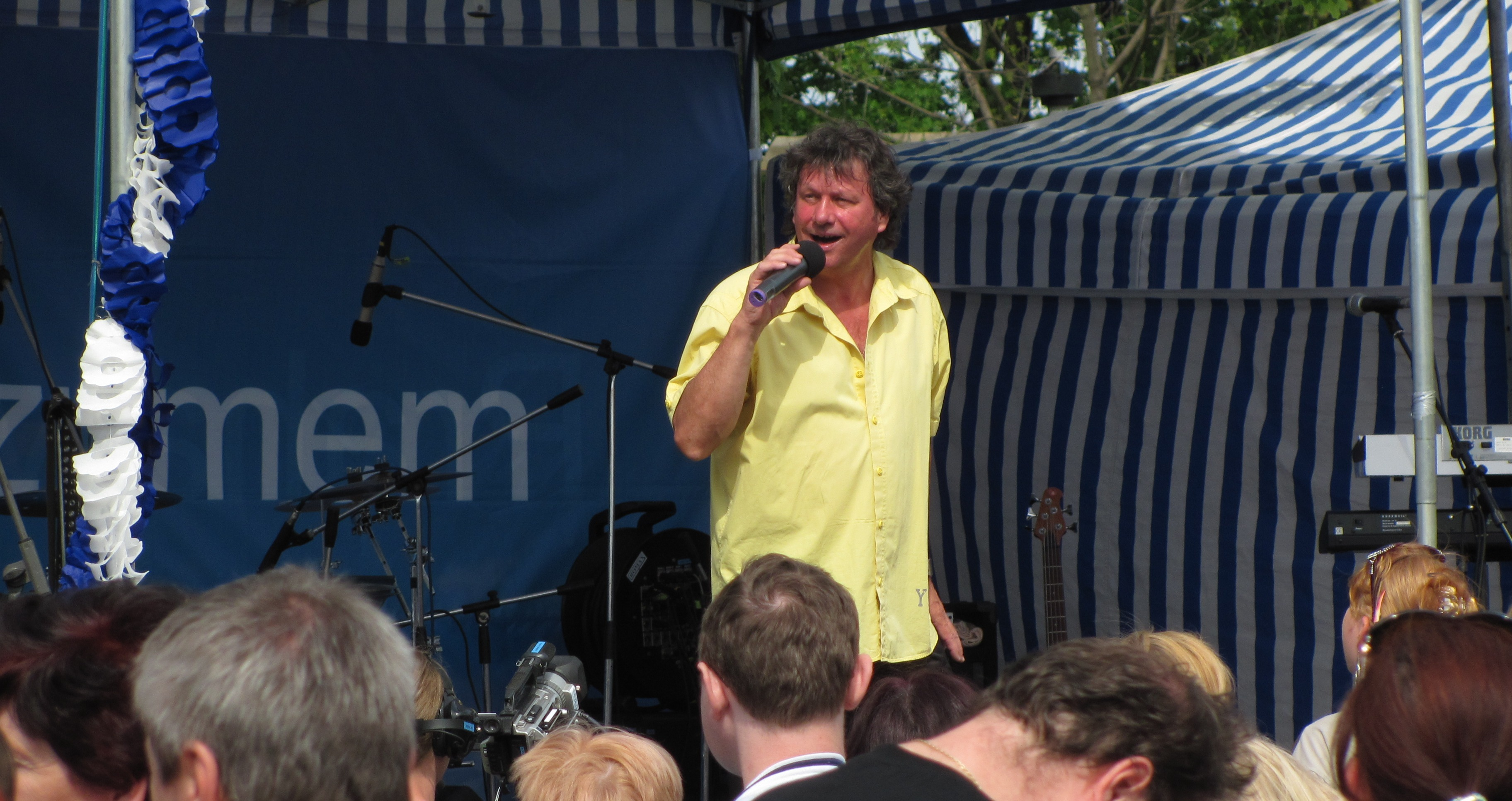
Stanislav Hložek na oslavách 1. máje 2010 na pražském Petříně

Stanislav Hložek, také Standa Hložek (* 16. září 1954 Kroměříž), je český zpěvák, který společně s Petrem Kotvaldem tvořil pěveckou dvojici, oblíbenou zejména v 80. letech 20. století. Jejich největším hitem se stala píseň Holky z naší školky.

## Životopis
Vystudoval Střední průmyslovou školu stavební ve Zlíně, kde odmaturoval v roce 1974. Ve 2. polovině 80. let studoval novinařinu na tehdejší Fakultě žurnalistiky Univerzity Karlovy v Praze.
Hudbě se začal věnovat již v dětství. V lidové škole umění v Hulíně se učil hrát na klavír a akordeon, v Kroměříži zase docházel na soukromé hodiny zpěvu. V Hulíně byl rovněž členem dětského pěveckého sboru a od roku 1969 zpíval a hrál v místním tanečním orchestru.
Během studií na střední průmyslové škole hostoval v několika tanečních orchestrech ve Zlíně. V Brně hostoval s Orchestrem Gustava Broma, s nímž také nahrál své první rozhlasové snímky. První samostatný recitál měl v osmnácti letech v klubu v Holešově.
V roce 1974 se umístil na druhém místě v soutěži Intertalent. Zpěváky na této soutěži doprovázel Orchestr Karla Vágnera a právě Karel Vágner se stal Hložkovým patronem. Pomohl mu umístit se během vojenské základní služby v Armádním uměleckém souboru, později mu nabídl místo v doprovodné kapele Hany Zagorové. Původním Hložkovým partnerem tu byl Jan Viktorin, kterého však v roce 1981 nahradil Petr Kotvald. Souběžně s angažmá v orchestru začali Hložek s Kotvaldem vystupovat i sólově.
Společně s Petrem Kotvaldem začali kariéru v roce 1981 singlem Oh Suzi / Anna Maria, největší úspěch však slavili v roce 1982 s písní Holky z naší školky. Hudbu k písničce napsal Karel Vágner, s textem Pavla Žáka. Celkem se prodalo více než 2 miliony nosičů. Velký úspěch měla i píseň Můj čas, kterou nazpíval s Hanou Zagorovou a Petrem Kotvaldem, hudbu k ní složili Petr a Pavel Orm, původní text napsal Zdeněk Borovec. Tato úspěšná písnička byla hlavní písní seriálu Sanitka (1984), který si získal velkou popularitu v 80. letech 20. století. Spolu s Petrem Kotvaldem vystupovali na různých hudebních festivalech, např. Bratislavská lyra, Děčínská kotva, Intertalent, Sopoty a v Drážďanech.
V 90. letech 20. století založil agenturu S. A. Production, která se podílí a vytváří dětské pořady, kterým se věnoval jako zpěvák i moderátor, ať už v televizních pořadech Magion, Vega) nebo mimo ni. Má kladný vztah k lidové hudbě, v Kongresovém centru uvádí zábavný pořad nazvaný Posezení u cimbálu. Vedle koncertů vystupoval též v muzikálu Tři mušketýři v roli Porthose v Divadle Hybernia.
Nazpíval písničky pro dětské seriály Želvy Ninja, Rodina Nessova, Létající Jester, Sport Billy atd.

## Diskografie
- 2008 Chlupaté CD – S. A. Production
- 2007 Můj čas – Multisonic (Hana Zagorová & Stanislav Hložek & Petr Kotvald)
- 2007 Taková je láska má
- 2004 Holky z naší školky po 20 letech – EMI
- 2003 Holky z naší školky – Supraphon
- 2002 Ej lásko, lásko – Warner Music (lidové písně v podání S. Hložka)
- 2000 Standa Hložek zpívá dětem – Multisonic
- 2000 Největší hity – SonyMusic/Bonton
- 1998 Jinak to nejde – (Stanislav Hložek & Petr Kotvald & Hana Zagorová)
- 1997 V pohodě – Multisonic (s Petrem Kotvaldem)
- 1996 Holky z naší školky – Bonton (Výběr nej..s Petrem Kotvaldem)
- 1995 My vyhnaní z ráje – S. A. Production
- 1993 Vega a já – Tommü Records (pod pseudonymem Standa Vegáč)
- 1987 Krok sun krok – Supraphon
- 1986 Za to může déšť, ne já – Supraphon (s Pavlem Nohou, Lindou Finkovou a Hanou Zagorovou, texty Michal Stein)
- 1986 Naše láska ztrácí „L“ – Supraphon (s Hanou Zagorovou)
- 1986 Feelin´ Good – Supraphon/Artia (s Petrem Kotvaldem)
- 1985 Jinak to nejde – Supraphon (Hana Zagorová & Stanislav Hložek & Petr Kotvald reedice 1998)
- 1985 Pro dva tři úsměvy – Supraphon (s Petrem Kotvaldem 1985)
- 1984 V pohodě – Supraphon (s Petrem Kotvaldem reedice 1997)
- 1983 Holky z naší školky – Supraphon (s Petrem Kotvaldem reedice 2003)
- Sen můj a Lízin – Stanislav Hložek a Petr Kotvald/ Láska očima – Stanislav Hložek a Petr Kotvald – SP – Supraphon

### Kompilace
- Nejhezčí dárek/Nejhezčí dárek – Supraphon 11433 148, SP – 50 zpěváků (zpěváci uvedeny v článku: Jiří Zmožek)
- 1986 Nejhezčí dárek – Jiří Zmožek (2) – Supraphon 1113 4368 H, LP
- 2007 Nejlepší výběr 80. let všech dob – Universal Music – 06. Holky z naší školky
- 2007 Hity z českých filmů a pohádek 1+2 – 05. Život je rváč / z filmu Slunce, seno a pár facek – cd2
- 2006 Karaoke 2 – Universal Music – 05. Holky z naší školky – s Petrem Kotvaldem
- 2006 TV hity z tv serialů a filmů – Universal Music –11. Můj čas – Hana Zagorová, Stanislav Hložek a Petr Kotvald ze seriálu Sanitka
- 2001 Plaváček – FR centrum – Fr.Rychtařík prod.centr. (Iveta Bartošová – Standa Hložek) – (Písně 04,05,06,07,08)
- 1997 V Pohodě – Písničky Karla Vágnera – Multisonic –01. V Pohodě /16. Krok sun krok
- 1993 Písničky z rosy 2 – Multisonic – 04. Dobrodruzi z vesmíru/12. Za pár/24. Doktor Puclík
- 1993 Her Gott!!! – Supraphon – 12. Kdyby sis oči vyplakala
- 1993 Milování za svitání – Supraphon – 03. Taková je láska má
- 1992 Zlatá deska magionu – Rekords – 05. Jeden je málo
- 1991 Písničky z rosy – Multisonic – 04. Létajíci Jester/14.Dnes zjeví se Ness/21. Sport Billy/23. Kdybys prošel světa kraj
- 1989 Jambo Karla Vágnera – Supraphon – 04. Nacházím v očích tvých/10. Život je rváč
- 1988 Šmoulové (Supraphon, LP) – 08. My jsme ta šmoulata/13. Šmoulí song – zpívají: Petra Janů, Stanislav Hložek, Hana Zagorová, Michal David, Linda Finková, Jiří Korn, Dagmar Patrasová, Michal Penk, Dara Rolins, Josef Laufer, Iveta Bartošová, Karel Gott, Bambini di Praga, Gemini)
- 1988 Planeta míru 88 (Supraphon, LP) – Jsme přátelé (zpívají: Iveta Bartošová, Michal Penk, Michal David, Júlia Hečková, Stanislav Hložek, Dalibor Janda, Petra Janů)
- 1987 Setkání – special team – Supraphon – (Standa Hložek a Linda Finková a Pavel Noha(01)/Standa Hložek a H.Zagorová(13))
- 1987 Dluhy Hany Zagorové – Supraphon – (H.Zagorová a S.Hložek a P.Kotvald(3), H.Zagorová a S.Hložek(12))
- 1984 Hana Zagorová – Lávky – Supraphon – (H.Zagorová a St.Hložek a P.Kotvald(26,27))
- 1983 Duhová víla – Přátelská setkání 3 – Supraphon (1,7,9,10,11)
- 1983 Tisíckrát vyprodáno – Přátelská setkání 2 – Supraphon ( St.Hložek a P.Kotvald a H.Zagorová(4),St.Hložek a P.Kotvald 1,7,9))
- 1982 Hana Zagorová – Mimořádná linka – Supraphon (1,8,11)